# Wildcats de Hershey
Les Wildcats de Hershey (en anglais : Hershey Wildcats) sont un ancien club américain de soccer, basé à Hershey en Pennsylvanie, fondé en 1997 et disparu en 1999 après cinq saisons en A-League.

## Histoire
Fondés en 1997, les Wildcats de Hershey ont été dirigés par Bob Lilley jusqu'à la dissolution de la franchise en 2001. Durant ces cinq saisons, l'équipe atteint les séries éliminatoires chaque automne mais n'obtient aucun titre national, se limitant à trois titres de division en 1997, 1999 et 2001. En 2001, les Wildcats échouent en finale nationale du championnat et, moins d'une semaine après cette défaite, en octobre 2001, Hershey Entertainment annonce que les Wildcats sont dissouts, citant des difficultés à pérenniser financièrement la franchise. La ligue ne trouvant pas de repreneur viable, les joueurs deviennent donc des agents libres à la suite de cette annonce.
Parmi les joueurs ayant évolué pour les Wildcats, on retrouve notamment Jon Busch, gardien ayant longtemps évolué en Major League Soccer. À l'origine du nom des Wildcats se trouve une attraction du Hersheypark, le Wild Cat, une attraction de montagnes russes en bois.

### Palmarès
| Compétitions nationales                                                                                       |
| - En A-League : - Champion de la Atlantic Division en 1997 et 1999 - Champion de la Northern Division en 2001 |

## Saisons
| Année | Ligue    | Niv. | Saison régulière | Séries                        | Affluence | US Open Cup    |
| ----- | -------- | ---- | ---------------- | ----------------------------- | --------- | -------------- |
| 1997  | A-League | 2    | 1er, Atlantic    | Demi-finale de division       | 3 138     | Troisième tour |
| 1998  | A-League | 2    | 2e, Atlantic     | Demi-finale de conférence     | 3 794     | Deuxième tour  |
| 1999  | A-League | 2    | 1er, Atlantic    | Demi-finale de conférence     | 3 978     | Non qualifié   |
| 2000  | A-League | 2    | 3e, Atlantic     | Quart de finale de conférence | 2 214     | Non qualifié   |
| 2001  | A-League | 2    | 1er, Northern    | Finale                        | 2 911     | Troisième tour |

## Personnel

### Joueurs notables
| - Khalil Azmi - Jon Busch - Don D'Ambra - Emeka Ezeugo | - Mike Feniger - Steve Klein - Jamel Mitchell - Chris Penny | - Zé Roberto - Darren Sawatzky - Eduardo Sebrango - Greg Simmonds | - Kyle Swords - Anthony Tokpah - Lee Tschantret - Paul Young |

### Entraîneur
Les Wildcats de Hershey n'ont connu qu'un seul entraîneur en la personne de Bob Lilley. Celui-ci a toujours emmené son équipe en séries éliminatoires et s'il n'a pas eu de succès à ce niveau, il remporte malgré tout à trois reprises le titre de champion de sa division, en 1997, 1999 et 2001.

## Stade
Le stade dans lequel évoluent les Wildcats de Hershey est le Hersheypark Stadium, une enceinte sportive dans laquelle évolue depuis 2013 le Hershey FC (NPSL). Le stade accueille aussi de nombreux concerts. Entre 1997 et 2001, les Wildcats ont joué toutes leurs rencontres dans cette enceinte de 15 641 places ouverte en 1939.